# Lambohovskyrkan

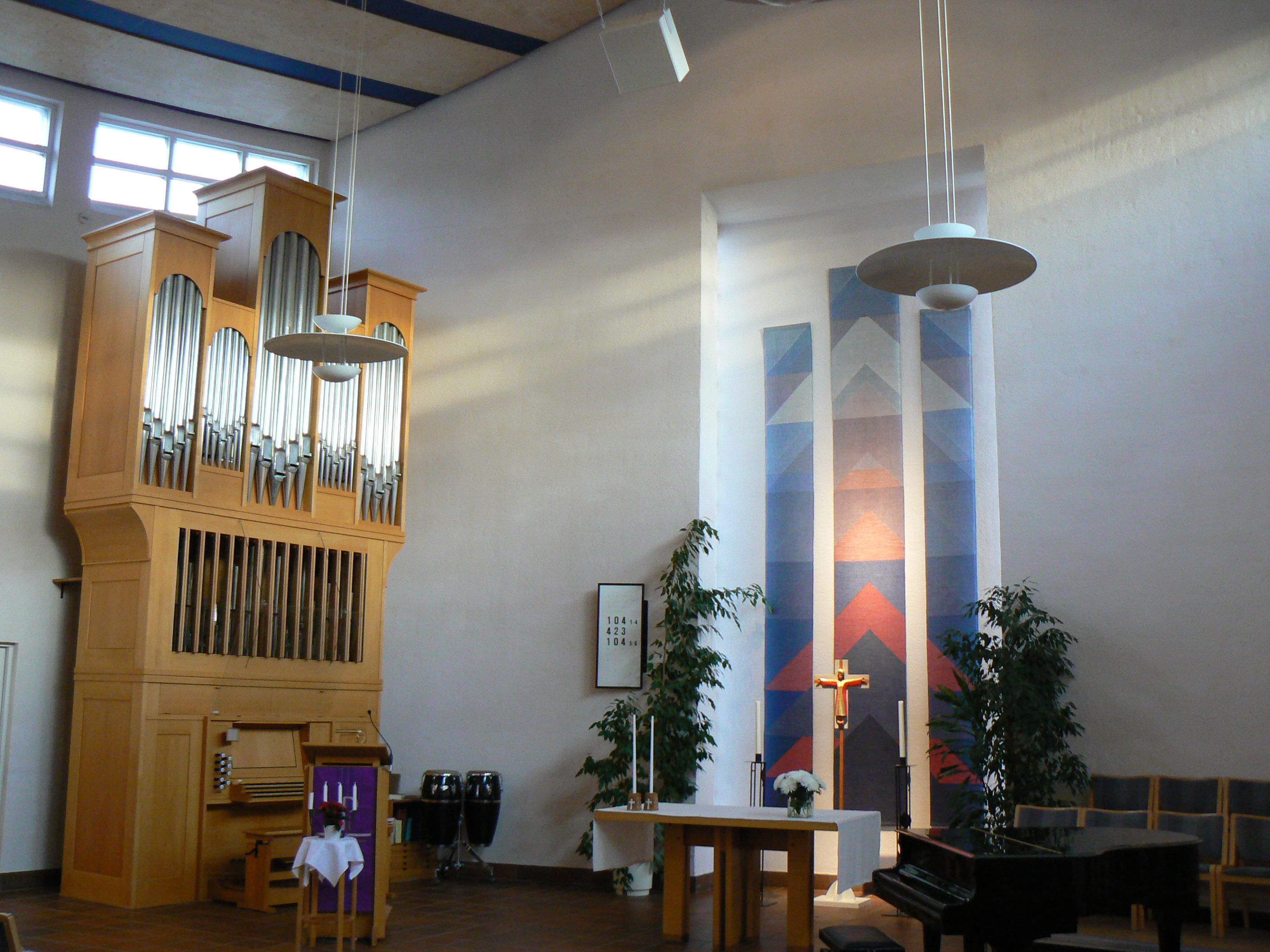
Interiör. Kyrkan invigd 1987.

Lambohovskyrkan är en samarbetskyrka mellan Equmeniakyrkan Linköping (Equmeniakyrkan, tidigare Linköpings missionskyrka) och Lambohovs församling (Svenska kyrkan Slaka-Nykils pastorat).
Kyrkan, som ligger i Linköpingsstadsdelen Lambohov, har formen av en ark och ritades av Norrköpingsarkitekten Guy Sjöwall. Lambohovskyrkan uppfördes och invigdes 1987.
Kyrkobyggnaden fungerar också som universitetskyrka. Lambohovskyrkan används även för konserter och musikinspelningar tack vare den goda akustiken. Ursprungligen integrerades en förskola i kyrkan, men den är numera (2009) omdisponerad till äldrecenter.

## Bildgalleri

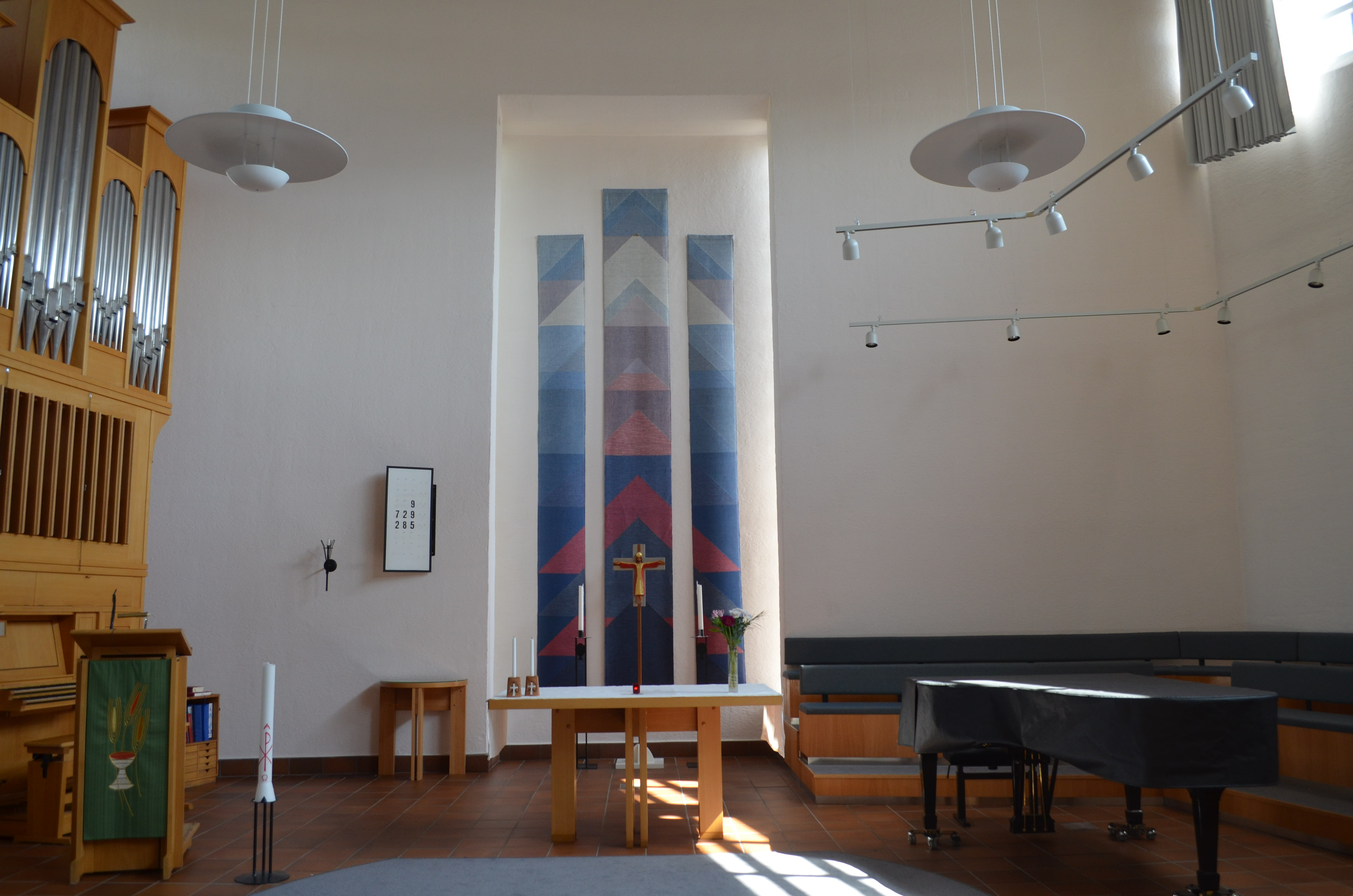
Lambohovskyrkans altare
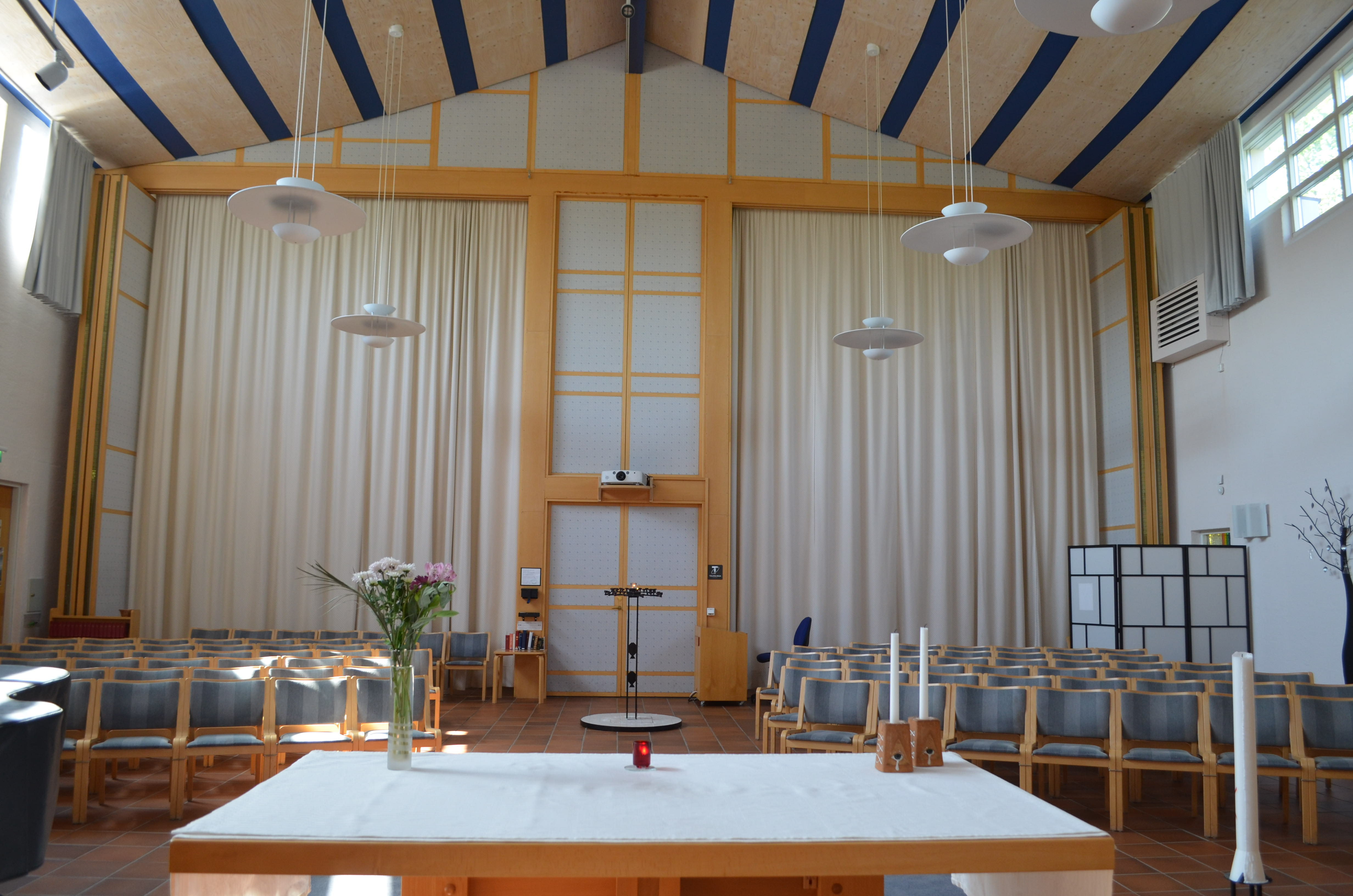
Lambohovskyrkans kyrksal
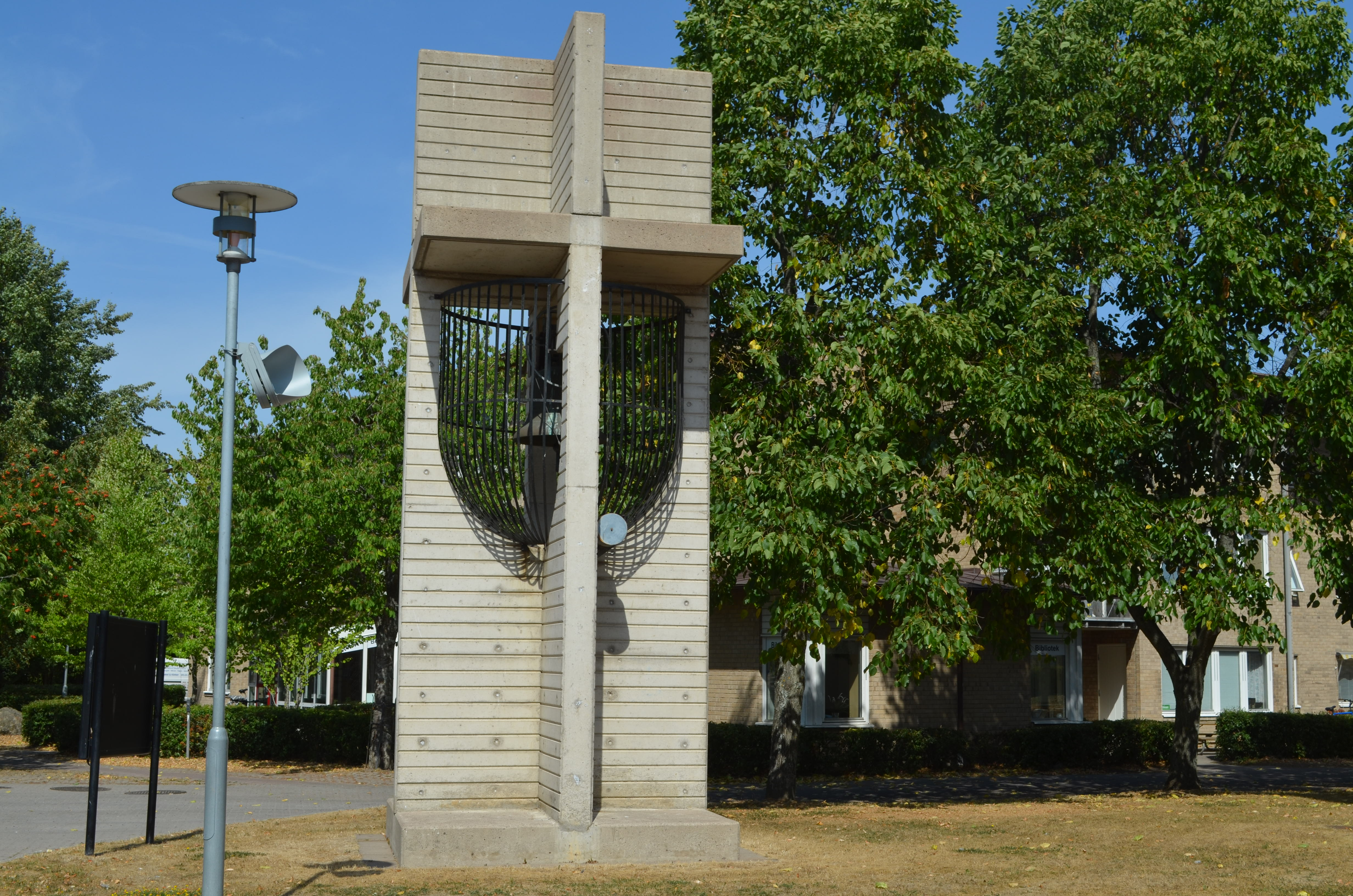
Lambohovskyrkans klockstapel